# La Garriga
La Garriga ist eine katalanische Stadt in der Provinz Barcelona im Nordosten Spaniens. Sie liegt in der Comarca Vallès Oriental.

## Söhne und Töchter der Stadt
- Juan Martí (1887–1978), Radrennfahrer
- Manuel Blancafort i de Rosselló (1897–1987), katalanischer Komponist
- Pol Valera Rovira (* 1998), Handballspieler